# Potamogeton × mariensis
Potamogeton × mariensis là một loài thực vật có hoa lai ghép trong họ Potamogetonaceae. Loài này được Papch. miêu tả khoa học đầu tiên năm 1997.